# Flamanville (Seine-Maritime)
Flamanville település Franciaországban, Seine-Maritime megyében. Lakosainak száma 466 fő (2022. január 1.). Flamanville Croix-Mare, Écalles-Alix, Ectot-lès-Baons, Grémonville és Motteville községekkel határos.

## Népesség
A település népességének változása:
| Lakosok száma | 461  | 481  | 509  | 492  | 488  | 484  | 476  | 471  | 466  |
|               | 2013 | 2015 | 2016 | 2017 | 2018 | 2019 | 2020 | 2021 | 2022 |